# 河畔圣母教堂
河畔圣母教堂（德语：Maria am Gestade）是维也纳最古老的建筑和少数仍然存在的哥特式建筑之一，位于多瑙运河附近的Salvatorgasse 12号，传统上由多瑙河上的船员使用。
9世纪时此处有一座木结构教堂，供渔民和船员礼拜之用。这座教堂最早见于文献记载是在1158年。目前的建筑兴建于1394年到1414年，哥特式风格，1409年归属帕绍教区。1469年维也纳教区成立，成为一块飞地。1786年这座教堂改為俗用，逐渐荒废。1809年拿破仑占领维也纳期间，此处用作仓库和馬廐。1812年，这座教堂被翻修并重新祝圣。这座教堂与在维也纳的捷克人有关。
这座教堂最突出的特点是56米高的钟楼，兴建于1419年至1428年，从很远的地方就可看见，是该市最古老的景象之一。窗户中包含部分中世纪花窗玻璃。